# 토니 무선트

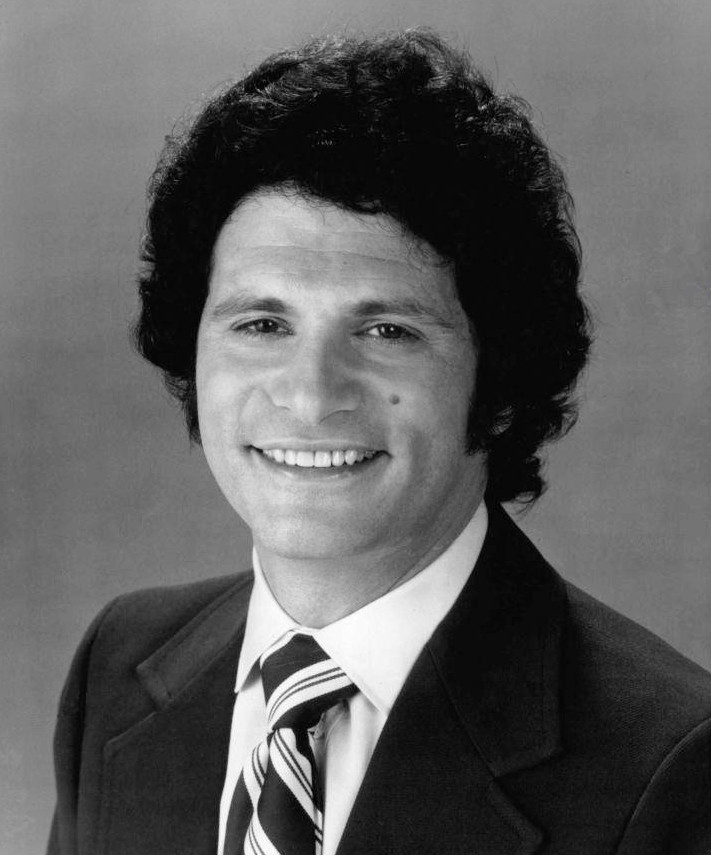

토니 무산테이(Tony Musante, 1936년 6월 30일 ~ 2013년 11월 26일)는 미국의 배우이다.
브리지포트에서 태어났으며 맨해튼에서 사망하였다.

## 출연 작품

### 영화
- 형사 (1968)
- 표범 황혼에 떠나가다 (1968)
- 수정 깃털의 새 (1969)
- 어느 날 밤의 만찬 (1969, Metti, una sera a cena)
- 라스트 런 (1971)
- 그리솜 갱단 (1971) - 에디 하겐 역
- 수사관 스케란 (1977, Nowhere to Hide)
- 그리니치의 건달들 (1983)
- 누드 트랩 (1986, La Gabbia)
- 사랑이 지나간 자리 (1999)
- 더 야드 (2000)
- 위 오운 더 나잇 (2007) - 잭 샤피로 역
- Ice (2013) - 단편

### 텔레비전
- 애즈 더 월드 턴즈 (2000-03)